# شوكت (اسم)
شوكت هو اسم علم مذكر من أصل عربي، ومعناه هو بلفظ تركي لأن أصله «شوكة» ففتحوا التاء المربوطة وسكنوها وصوابه بالمربوطة وستخدموا اللفظ كذلك لقبًا رفيعًا بعد إضافة النسبة التركية، فقالوا شوكت، لذو المقام الرفيع والمهابة.

## الأصل اللغوي
اسم علم مذكر عربي بلفظ تركي، لأن أصله "شَوكة"، ففتحوا التاء المربوطة وسَكَّنوها وصوابه بالمربوطة. وساتخدموا اللفظ كذلك لقباً رفيعاً بعد إضافة النسبة التركية، فقالوا: شوكتلي، أي ذو المقام الرفيع والمهابة، ومثله: قوتلي، عزتلي. لكنهم لفظوا الياء واواً شوكتلو، عزتلو. علماً أن كل أسماء العلم المذكورة والمؤنثة تكتب بالمربوطة كفاطمة.
اصل اسم شَوْكَت: عربي

## شخصيات تحمل الاسم
- شوكت الزهاوي (1896 – 1994)
- شوكت المفتي (1905 – 1980)
- شوكت داغ (1876 – 1944)
- شوكت سالوموف (لاعب كرة قدم أوزبكستاني، 13 نوفمبر 1985[4] – )
- شوكت شامزر علي (20 أبريل 1918 – 18 أغسطس 1975)
- شوكت شقير (ضابط جيش لبناني - سوري، 21 مايو 1912 – 2 نوفمبر 1982)
- شوكت عزيز (سياسي باكستاني، 6 مارس 1949 – )
- شوكت محمود (طبيب عراقي، 1909 – )
- شوكت مولاجانوف (لاعب كرة قدم أوزبكستاني، 19 يناير 1986 – )
- شوكت ميرضيايف (سياسي أوزبكستاني، 24 يوليو 1957 – )
- شوكت بعيت ( مدرب لياقة بدنية ومتخصص فالتغذية )

## وصلات خارجية
- موسوعة السلطان قابوس لأسماء العرب نسخة محفوظة 5 أبريل 2019 على موقع واي باك مشين.